# Gnathogonia plecopteridia
Gnathogonia plecopteridia là một loài bướm đêm trong họ Noctuidae.